# Iconix Entertainment
Iconix Co,Ltd.（株式会社 アイコニックス, 韓国名:주식회사 아이코닉스）は、韓国のアニメ専門広告代理店で、自主的に製作した作品の知的財産権（IP）と映像素材は、原則として当社が管理している。京畿道城南市盆唐区に本社があり、京釜高速道路板橋JCTの南東部付近に本社ビルが位置する。韓国国内では『ポンポン ポロロ』の製作会社として知られているため、本社ビル内にはポロロの造形物が多数配置されており、輸出国の伝統衣装を着たポロロの置物が有名である。
玩具事業も有し、IPが自社にある作品のものを手掛けており、テレビだけでなく、自社が運営するYouTubeチャンネルにまでアニメ作品の動画の一部という形でCMを流している。玩具の開発拠点と製造工場を自社で保有しているため、そちらは製造と発売を手掛け、韓国の玩具メーカーで、当社版権作品の玩具化権を独占しているミミワールドに販売と流通を委託されている。

## 主な制作物

### プロダクション
- ポンポン ポロロ（Pororo the Little Penguin, 뽀롱뽀롱 뽀로로）
- ちびっこバス タヨ（Tayo the Little Bus, 꼬마버스 타요）
- チビ列車ティティポ（w:Titipo Titipo, 띠띠뽀띠띠뽀）
- 守護妖精 ミシェル（Michel, 수호요정 미셸）
- 装甲救助部隊レストル（Restol, 레스톨 특수구조대）
- 虹の戦記イリス（Hamos, 녹색전차 해모수）
- チャンイとケモ（Zzang-i and Kkaemo, 짱이와 깨모）
- ケモの冒険（Adventure of Kkaemo, 깨모의 모험）
- ゼット レンジャー（Z Rangers, 제트레인저）
- 太極千字文（1000 Characters of Tai Chi, 태극천자문）
- ぼくチロ!（Chiro and Friends, 치로와 친구들）
- 美術探検隊（Art Odyssey, 미술탐험대）
- フラワーリングハート（Flowering Heart, 플라워링 하트）

### ライセンス
- PORORO（Pororo, 뽀롱뽀롱 뽀로로 OVA）
- DINGA（Dinga, 게으른 고양이 딩가）
- 雨備少年（Woobiboy, 우비소년）
- おジャ魔女どれみ（Doremi, 꼬마마법사 레미(ちびっこ魔法使いレミ)）
- トゥモヤ（Tumoya Island, 투모야 놀자）
- スフィアーズ（Spheres, 스피어즈）
- トゥルトゥルトゥ ナロンイ（Nalong, 뚜루뚜루뚜 나롱이）
- クルクルと仲間たち (Curucuru and Friends, 꾸루꾸루와 친구들)
- セドリック（Cédric, 세드릭）
- ふしぎ星の☆ふたご姫（Twin Princesses of the Wonder Planet, 신비한 별의 쌍둥이 공주）

### 会社
- Iconix Co,Ltd. ホームページ

### ブラント
- おジャ魔女どれみ(ちびっこ魔法使いレミ) 韓国公式ホームページ
- PORORO 韓国公式ホームページ